# 永禄
永禄（、旧字体：永祿）は、日本の元号の一つ。弘治の後、元亀の前。1558年から1570年までの期間を指す。この時代の天皇は正親町天皇。室町幕府将軍は足利義輝、足利義栄、足利義昭。

## 改元
- 弘治4年2月28日（ユリウス暦1558年3月18日） 正親町天皇即位のため改元
- 永禄13年4月23日（ユリウス暦1570年5月27日） 元亀に改元

室町時代においては改元は朝廷と室町幕府の協議の上で行われてきた。それはたとえ将軍が京都の外にいたとしても変わらなかったが、この改元は将軍・足利義輝を京都から追放していた三好長慶との相談の上で実施された。事前にこの事実を知らされなかった義輝は激怒して、長慶に対して挙兵し、「弘治」の元号を用い続けた。また、諸大名の間でも「弘治」を使い続ける者と、「永禄」に改める者で分かれた。結局、永禄元年の終わりに長慶と義輝は和睦したことで、「永禄」改元が日本全国で承認されることになるが、これは天皇を掌握している長慶と対立した将軍である義輝が「朝敵」になる事態を回避する苦肉の策であった。
6年後の永禄7年の甲子革令の時も、三好長慶の側から改元の申請が行われた（当時の武家伝奏・広橋国光の妹婿は長慶の重臣である松永久秀で、国光を介して上奏された）。しかし、足利義輝と三好長慶の対立が収まらない中での改元実施が京都における軍事衝突に発展することを警戒した正親町天皇は、改元を実施しない決断を下すことになり、次の改元は長慶・義輝の死とその後の戦乱を経て、織田信長の援助を受けて将軍に就任した義輝の弟・義昭が主導する形で行われることになる。

## 永禄期におきた出来事
- 元年
  - 正月16日、甲斐国の武田信玄が信濃守護、嫡男義信が三管領に任じられる。
  - 9月、尾張国で木下藤吉郎（豊臣秀吉）、織田信長に仕える。
  - 9月25日、善光寺の本尊阿弥陀如来像が甲府に移転され、甲斐善光寺が創建される。
  - 11月27日、将軍足利義輝と三好長慶が和睦。
- 3年
  - 5月19日（1560年6月12日） - 桶狭間の戦い。尾張国に攻め入った今川義元が敗死。
- 4年
  - 8月〜9月（1561年） - 第4次川中島の戦い
  - 11月、甲斐の武田信玄が西上野へ出兵（西上野侵攻）。
- 5年
  - 夏（1562年） - 毛利氏の支援により南条・行松氏ら伯耆国人衆、旧領を回復する
- 6年
  - 4月3日（1563年5月5日） - 湯所口の戦い。山名豊数率いる因幡国守護勢が武田高信の軍勢に敗れる
- 8年
  - 5月19日（1565年6月17日） - 永禄の変。三好義継や三好三人衆、松永久通たちが共謀して二条御所を襲撃、室町幕府第13代将軍・足利義輝を殺害
  - 10月15日、甲斐で武田信玄嫡男の義信が謀反（義信事件）。
- 10年
  - 10月11日（1567年11月21日） - 東大寺大仏殿の戦い。三好三人衆と松永久秀による半年に亘る抗争の末、東大寺焼失。
- 11年
  - 3月、越後で上杉家家臣本庄繁長が反乱。
  - 9月16日、尾張の織田信長が将軍足利義昭を奉じて上洛する。
  - 12月、甲斐の武田信玄が駿河今川領国へ侵攻（駿河侵攻）。
- 12年
  - 6月 - 越相同盟が締結される。越後国の上杉謙信と相模国の北条氏政が、甲斐国の武田信玄への対抗姿勢を固める。
  - 8月 - 武田高信、織田・尼子勢に通じた但馬国芦屋城の塩冶高清を攻撃し大敗（芦屋城の戦い、別名・庭中合戦、阿勢井城合戦）

### 誕生
- 2年
  - （1559年、月日不明） - 平野長泰。武将・大名。賤ヶ岳の七本槍の1人、江戸時代の初代大和国田原本藩主（+1628年）
- 3年
  - （1560年、月日不明） - 石田三成。豊臣政権の五奉行筆頭、近江国佐和山城主（+1600年）
- 4年
  - 2月19日（1561年3月4日） - 井伊直政。武将・大名。徳川四天王の1人、江戸時代の初代近江国彦根藩主（+1602年）
  - （1561年、月日不明） - 福島正則。武将・大名。賤ヶ岳の七本槍、七将の1人、江戸時代の初代安芸国備後国広島藩主、信濃国高井野藩主（+1624年）
- 5年
  - （1562年、月日不明） - 糟屋武則。武将。賤ヶ岳の七本槍の1人。没年不明
  - 6月24日（1562年7月25日） - 加藤清正。武将・大名。賤ヶ岳の七本槍、七将の1人、江戸時代の初代肥後国熊本藩主（+1611年）
- 6年
  - （1563年、月日不明） - 加藤嘉明。武将・大名。賤ヶ岳の七本槍、七将の1人、江戸時代の伊予国松山藩主、陸奥国会津若松藩主（+1631年）
  - 11月13日（1563年11月28日） - 細川忠興。武将・大名。七将の1人、利休七哲に挙げられる茶人で、江戸時代の初代豊前国小倉藩主（+1646年）
- 8年
  - （1565年、月日不明） - 小出吉政。武将・大名。江戸時代の初代但馬国出石藩主、和泉国岸和田藩主（+1613年）
- 10年
  - （1567年、月日不明） - 小出秀家。武将。江戸時代の旗本（+1603年）
  - 8月3日（1567年9月5日） - 伊達政宗。陸奥国の戦国大名、江戸時代の初代仙台藩主（+1636年）
  - 8月18日（1567年9月20日） - 立花宗茂。武将・大名。江戸時代の初代柳河藩主（+1643年）
- 11年
  - 12月3日（1568年12月21日） - 黒田長政。武将・大名。七将の1人、江戸時代の初代福岡藩主（+1623年）

### 死去
- 3年
  - 5月19日（1560年6月12日） - 今川義元。駿河国の戦国大名（*1519年）
  - 5月19日（1560年6月12日） - 井伊直盛。今川義元の配下、遠江国の武将（*1506年）
  - 5月19日（1560年6月12日） - 松井宗信。今川義元の配下、遠江国の武将（生年不明）
- 6年
  - 12月20日（1564年1月4日） - 細川氏綱。室町幕府最後の管領（*1514年）
- 7年
  - 7月4日（1564年8月10日） - 三好長慶。畿内・阿波国の戦国大名（*1522年）
- 8年
  - 5月19日（1565年6月17日） - 足利義輝。室町幕府の第13代将軍（*1536年）

## 西暦との対照表
※は小の月を示す。
| 永禄元年（戊午）   | 一月      | 二月※ | 三月  | 四月※   | 五月※ | 六月    | 閏六月※ | 七月※ | 八月    | 九月※ | 十月    | 十一月   | 十二月    |
| ------------------ | --------- | ----- | ----- | ------- | ----- | ------- | ------- | ----- | ------- | ----- | ------- | -------- | --------- |
| ユリウス暦         | 1558/1/20 | 2/19  | 3/20  | 4/19    | 5/18  | 6/16    | 7/16    | 8/14  | 9/12    | 10/12 | 11/10   | 12/10    | 1559/1/9  |
| 永禄二年（己未）   | 一月※     | 二月  | 三月※ | 四月    | 五月※ | 六月    | 七月※   | 八月※ | 九月    | 十月※ | 十一月  | 十二月   |           |
| ユリウス暦         | 1559/2/8  | 3/9   | 4/8   | 5/7     | 6/6   | 7/5     | 8/4     | 9/2   | 10/1    | 10/31 | 11/29   | 12/29    |           |
| 永禄三年（庚申）   | 一月※     | 二月  | 三月  | 四月※   | 五月  | 六月※   | 七月    | 八月※ | 九月※   | 十月  | 十一月※ | 十二月   |           |
| ユリウス暦         | 1560/1/28 | 2/26  | 3/27  | 4/26    | 5/25  | 6/24    | 7/23    | 8/22  | 9/20    | 10/19 | 11/18   | 12/17    |           |
| 永禄四年（辛酉）   | 一月※     | 二月  | 三月  | 閏三月※ | 四月  | 五月    | 六月※   | 七月  | 八月※   | 九月※ | 十月    | 十一月※  | 十二月    |
| ユリウス暦         | 1561/1/16 | 2/14  | 3/16  | 4/15    | 5/14  | 6/13    | 7/13    | 8/11  | 9/10    | 10/9  | 11/7    | 12/7     | 1562/1/5  |
| 永禄五年（壬戌）   | 一月※     | 二月  | 三月※ | 四月    | 五月  | 六月※   | 七月    | 八月※ | 九月    | 十月  | 十一月※ | 十二月※  |           |
| ユリウス暦         | 1562/2/4  | 3/5   | 4/4   | 5/3     | 6/2   | 7/2     | 7/31    | 8/30  | 9/28    | 10/28 | 11/27   | 12/26    |           |
| 永禄六年（癸亥）   | 一月      | 二月※ | 三月  | 四月※   | 五月  | 六月※   | 七月    | 八月  | 九月※   | 十月  | 十一月  | 十二月※  | 閏十二月  |
| ユリウス暦         | 1563/1/24 | 2/23  | 3/24  | 4/23    | 5/22  | 6/21    | 7/20    | 8/19  | 9/18    | 10/17 | 11/16   | 12/16    | 1564/1/14 |
| 永禄七年（甲子）   | 一月※     | 二月※ | 三月  | 四月※   | 五月  | 六月※   | 七月    | 八月※ | 九月    | 十月  | 十一月  | 十二月※  |           |
| ユリウス暦         | 1564/2/13 | 3/13  | 4/11  | 5/11    | 6/9   | 7/9     | 8/7     | 9/6   | 10/5    | 11/4  | 12/4    | 1565/1/3 |           |
| 永禄八年（乙丑）   | 一月      | 二月※ | 三月※ | 四月    | 五月※ | 六月※   | 七月    | 八月※ | 九月    | 十月  | 十一月  | 十二月   |           |
| ユリウス暦         | 1565/2/1  | 3/3   | 4/1   | 4/30    | 5/30  | 6/28    | 7/27    | 8/26  | 9/24    | 10/24 | 11/23   | 12/23    |           |
| 永禄九年（丙寅）   | 一月※     | 二月  | 三月※ | 四月※   | 五月  | 六月※   | 七月※   | 八月  | 閏八月※ | 九月  | 十月    | 十一月   | 十二月※   |
| ユリウス暦         | 1566/1/22 | 2/20  | 3/22  | 4/20    | 5/19  | 6/18    | 7/17    | 8/15  | 9/14    | 10/13 | 11/12   | 12/12    | 1567/1/11 |
| 永禄十年（丁卯）   | 一月      | 二月  | 三月※ | 四月※   | 五月  | 六月※   | 七月※   | 八月  | 九月※   | 十月  | 十一月  | 十二月※  |           |
| ユリウス暦         | 1567/2/9  | 3/11  | 4/10  | 5/9     | 6/7   | 7/7     | 8/5     | 9/3   | 10/3    | 11/1  | 12/1    | 12/31    |           |
| 永禄十一年（戊辰） | 一月      | 二月  | 三月※ | 四月    | 五月※ | 六月    | 七月※   | 八月※ | 九月    | 十月※ | 十一月  | 十二月※  |           |
| ユリウス暦         | 1568/1/29 | 2/28  | 3/29  | 4/27    | 5/27  | 6/25    | 7/25    | 8/23  | 9/21    | 10/21 | 11/19   | 12/19    |           |
| 永禄十二年（己巳） | 一月      | 二月  | 三月  | 四月※   | 五月  | 閏五月※ | 六月    | 七月※ | 八月※   | 九月  | 十月※   | 十一月   | 十二月※   |
| ユリウス暦         | 1569/1/17 | 2/16  | 3/18  | 4/17    | 5/16  | 6/15    | 7/14    | 8/13  | 9/11    | 10/10 | 11/9    | 12/8     | 1570/1/7  |
| 永禄十三年（庚午） | 一月      | 二月  | 三月※ | 四月    | 五月※ | 六月    | 七月※   | 八月  | 九月※   | 十月  | 十一月※ | 十二月   |           |
| ユリウス暦         | 1570/2/5  | 3/7   | 4/6   | 5/5     | 6/4   | 7/3     | 8/2     | 8/31  | 9/30    | 10/29 | 11/28   | 12/27    |           |